# Inalpi Arena
De Inalpi Arena, voorheen Pala Alpitour en vroeger Palasport Olimpico of PalaOlimpico is een stadion in de Italiaanse stad Turijn en diende als een van de twee accommodaties voor het ijshockey tijdens de Olympische Winterspelen 2006.
De accommodatie bevindt zich in de wijk Santa Rita die ten zuiden van het centrum van Turijn ligt. Het stadion biedt plaats aan 15.600 toeschouwers, waarmee het naar capaciteit de grootste arena van het land is.  Het Palasport Olimpico is, onder leiding van de Japanse architect Arata Isozaki en de Italiaanse architect Pier Paolo Maggiora gebouwd naast het Stadio Comunale. Dit Stadio Comunale was ooit gebouwd voor het Europees kampioenschap atletiek in 1934. Het stadion wordt tevens gebruikt als multifunctioneel centrum.
Van 10 tot en met 14 mei 2022 vond hier het Eurovisiesongfestival plaats. 
Van 2021 t/m 2025 vinden hier ook de ATP Finals plaats, het eindtoernooi van het tennisseizoen bij de mannen.  